# Karaman
Karaman (antiguamente Larende) es una ciudad situada al sur de Turquía, al norte de los Montes Tauros, a 100 km al sur de Konya. Es la capital de la provincia de Karaman. Cuenta con una población de 122.809 habitantes (2007). El distrito en el que se encuentra tiene una superficie de 3.686 km², y la ciudad se encuentra a una altitud media de 1.039 m sobre el nivel del mar. El museo de Karaman es uno de los principales lugares de interés.

## Etimología
La ciudad debe su nombre a Karaman Bey, uno de los gobernantes de los karamánidas. Por otro lado, el nombre antiguo viene del griego Laranda, que a su vez proviene del luvita Larawanda, literalmente «lugar arenoso».

## Historia
Antiguamente, Karaman se conocía como Larende. Fue destruida por Pérdicas alrededor de 322 a. C. y posteriormente pasó a ser un lugar frecuentado por los isauros. Perteneció al Imperio romano y, posteriormente, al Bizantino, hasta que fue conquistada por los selyúcidas a principios del siglo XII. Karaman fue ocupada por Federico I Barbarroja en 1190.
Posteriormente, se convirtió en una importante emplazamiento militar del reino armenio de Cilicia hasta que lo perdieron. En 1256, la ciudad fue tomada por el señor de la guerra Karamanoğlu Mehmet Bey y se le cambió el nombre por el de Karaman en su honor. A partir de 1275, Karaman fue la capital del emirato (y posteriormente de la provincia otomana) de los karamánidas.
En 1468, Karaman fue conquistada por los otomanos y, en 1483, la capital de la provincia se trasladó a Konya. Karaman aún conserva las ruinas de un castillo karamánida y parte de la muralla, dos mezquitas y una madrasa de aquella época. Actualmente, se puede encontrar el mihrab de una mezquita de Karaman en el pabellón Çinili, cerca del actual Museo arqueológico de Estambul. Muchos armenios y griegos que provienen de esta región aún mantienen el nombre de Karaman en sus apellidos.
El poeta Yunus Emre (1238 (?) - 1320) vivió en Karaman y se cree que fue enterrado junto a la mezquita de Yunus Emre. Actualmente existe un pequeño parque junto a ella decorado con algunos de sus versos. En 1222, el predicador sufí Bahaeddin Veled llegó a la ciudad con su familia y el emir Karamanoğlu mandó construir una madrasa para acogerlos. El hijo de Veled fue el famoso Mevlana Celaleddin Rumi, quien se casó con su mujer, Gevher Hatun, cuando su familia aún vivía en Karaman. En la ciudad murió su madre en 1224. Actualmente se encuentra enterrada junto con otros miembros de su familia en la mezquita Aktekke (también conocida como Mader-i Mevlana Cami), la cual mandó construir Alaeddin Ali Bey para sustituir la madrasa original en 1370.